# Nils Hasselquist
Nils Hasselquist, född 8 november 1878 i Vinslövs församling, Kristianstads län, död 21 oktober 1937 i Bromma församling, var en svensk väg- och vattenbyggnadsingenjör.
Hasselquist avlade artilleriunderofficersexamen 1898, civilingenjörsexamen vid Kungliga Tekniska högskolan 1904 samt blev löjtnant vid Väg- och vattenbyggnadskåren 1912 och kapten där 1918. Han anställdes vid Inlandsbanan 1904, vid statsbanan genom Bohuslän 1905, var undersökningsförrättare och biträdande ingenjör vid militärvägen Boden–Lappträsk 1906–1907, arbetschef vid Enskede stadsanläggning 1908–1915, Bromma stadsanläggning 1911–1915, Bromma spårväg (Ulvsunda- och Nockebybanorna), nya Tranebergsbron och Sundbybergs Norra-Ulvsundasjöns järnväg 1912–1915, Lidingö köpings byggnadschef 1916–1917, verkställande direktör i AB Lidingö villastad och Lidingö Trafik AB 1918–1922, ledamot av Lidingöbrostyrelsen och dess arbetsutskott från 1917, av Lidingö stadsplanekommission 1917–1922, byggnadsnämnd 1918–1922, kommunalnämnd 1919–1922, Stockholms stads fastighetsdirektör från 1923, ledamot av Stockholms stadsplanenämnd 1923–1925 och av trafikkommittén 1923–1925. Hasselquist är begravd på Bromma kyrkogård.